# John Maybury
 (juin 2009).
Si vous disposez d'ouvrages ou d'articles de référence ou si vous connaissez des sites web de qualité traitant du thème abordé ici, merci de compléter l'article en donnant les références utiles à sa vérifiabilité et en les liant à la section « Notes et références ».
John Maybury (né le 25 mars 1958 à Londres) est un réalisateur britannique plusieurs fois récompensé.
En 2005, il a été reconnu comme l'une des cent personnalités homosexuelles les plus influentes de Grande-Bretagne.

## Biographie
Au cours de son parcours scolaire, John Maybury suit tout d'abord les cours de l'université de Londres, puis est accepté à Central Martin, la prestigieuse école d'art londonienne.
Pendant les années 1980, il produit un certain nombre de courts-métrages et de clips vidéos, notamment la chanson Nothing Compares 2 U de Sinéad O'Connor (élue 35e meilleur morceau de musique pop lors d'un sondage de Channel 4).
En 1998, il produit et réalise son premier long métrage Love Is the Devil, un portrait de l'artiste britannique Francis Bacon, avec notamment comme acteurs Derek Jacobi et Daniel Craig.
En 2005, il tourne The Jacket avec Adrien Brody et Keira Knightley et, en 2008, The Edge of Love, biographie du poète gallois Dylan Thomas, avec Sienna Miller, Cillian Murphy et Keira Knightley.
Il a travaillé à d'autres projets, tels Come Like Shadows, une adaptation de Macbeth avec Sean Bean et Tilda Swinton, ainsi qu'une adaptation de Wuthering Heights (Les Hauts de Hurlevent).
John Maybury a également tourné deux épisodes de la série Rome, dont le tout dernier.

## Filmographie

### Réalisateur
- 1986 : Max Little Ghost
- 1986 : Ecce Homo Promo
- 1987 : The Lion and the Cobra
- 1990 : You Do Something to Me
- 1992 : Screenplay (série télévisée)
- 1994 : Remembrance of things fast: true stories visual lies
- 1996 : Maledicta Electronica
- 1996 : Genetron
- 1998 : Love Is the Devil: Study for a Portrait of Francis Bacon (+ scénariste)
- 2005 : The Jacket
- 2007 : Rome (série télévisée, épisodes 7 et 10)
- 2008 : The Edge of Love

### Costumier et décorateur
- 1977 : Jubilee de Derek Jarman

### Monteur
- 1992 : Man to Man